# 스테브 망당다
스테브 망당다 음피디(프랑스어: Steve Mandanda Mpidi, 프랑스어 발음: [stɛv mɑ̃dɑ̃da]; 1985년 3월 28일~)는 프랑스의 축구 선수로, 리그 1의 렌에서 골키퍼로 활약하고 있다. 망당다는 프랑스 국가대표팀 일원으로 FIFA 월드컵 3회, UEFA 유럽 축구 선수권 대회 4회 참가했다.

## 클럽 경력

### 르아브르 AC
2005년 8월, 망당다는 르아브르 AC 소속으로 리그 데뷔전을 치렀고, 그가 출전한 첫 네 경기 동안 1골만 실점하였다. 그는 2005-06 시즌에 30번, 2006-07 시즌에 37번 출장하였고, 그의 실력은 다른 주요 클럽들의 주목을 받았다. 2007-08 시즌에 애스턴 빌라 FC와의 트라이얼에 실패한 후, 2007년 여름에 올랭피크 드 마르세유로 이적하였다.

### 올랭피크 드 마르세유
마르세유에서의 첫 시즌, 망당다는 주전 세드릭 카라소의 백업으로만 고려되었다. 그러나, 카라소가 무릎 부상으로 6달 아웃이 확정되자, 망당다는 리그 1, UEFA 챔피언스리그, UEFA 컵 경기에서 주전으로 출장할 수 있게 되었다.
2008년 3월 5일, 망당다는 올랭피크 드 마르세유와 4년 영구계약을 체결하였다. 그러나, 그는 인상적인 활약으로 잉글랜드의 맨체스터 시티 FC와 맨체스터 유나이티드 FC, 이탈리아의 AC 밀란으로부터 이적 제안을 받았다.

## 국가대표팀 경력
망당다는 프랑스의 U-21 국가대표팀 소속으로, 2006년 UEFA U-21 챔피언쉽을 우승하였다.
2007년에 망당다는 처음으로 프랑스 축구 국가대표팀에 발탁되었다.
그는 프랑스 B팀으로 2008년 2월 5일에 콩고 민주 공화국과의 경기에 출전하였고, 하프타임에 교체되었고, 그의 동생 파르페 망당다가 콩고 민주 공화국 국가대표 일원으로 출전하였다. 그는 2008년 5월 27일에 에콰도르와의 UEFA 유로 2008을 앞둔 친선 경기에서 데뷔하였고, 프랑스는 2-0으로 승리하였다. 그는 UEFA 유로 2008 기간 동안 프랑스의 서드 골키퍼로 활약했던 세바스티앵 프레이와 교체되어 출전하였다.
그는 2010년 FIFA 월드컵 예선 기간 동안 주전 골키퍼로 출전하였고, 2008년 9월 6일에 오스트리아와의 2010년 FIFA 월드컵 예선전에서 메이저대회 예선전 데뷔를 하였다. 그러나, 그는 2009년 여름을 기점으로, 레이몽 도메네크 감독은 올랭피크 리옹의 휴고 로리를 주전으로 기용하기 시작하였고, 결국 주전자리에서 밀려났다. 망당다는 2010년 FIFA 월드컵의 프랑스 23인 최종 엔트리에 포함되었으나, 단 한경기도 출장하지 못하였다.
2023년 1월 14일, 망당다는 프랑스 축구 국가대표팀 은퇴를 발표했다.
2023년 3월 24일, 망당다는 라파엘 바란, 위고 요리스, 블레즈 마튀디와 함께 스타드 드 프랑스에서 있었던 프랑스와 네덜란드의 UEFA 유로 2024 예선 B조 1차전에 초대되었다. 2018년 FIFA 월드컵의 우승자들이자 국가대표팀에서 은퇴한 이들은 경기 전 8만 명의 관중들 앞에서 환대를 받았다.

## 개인사
스테브 망당다는 세명의 동생이 있는데, 이들 모두 골키퍼로 활약하고 있다. 파르페 망당다는 AS 보베와즈 소속으로 콩고 민주 공화국 국가대표팀 일원이고, 리피는 SM 칸과 프랑스 U-16 국가대표팀의 일원이며, 에베르는 뤼시사노 생모르 (Lusitanos Saint-Maur) 소속이다. 그는 그의 가족과 함께 그가 거주하는 마르세유에서 시간을 보내는 것을 좋아한다. 그는 그의 조국 콩고 민주 공화국 대신에 프랑스를 택한 것에 대해서 "프렌치" (Frenchie) 라는 별명을 친척들로부터 얻었다.

## 수상

### 클럽
올랭피크 드 마르세유
- 리그 1: 2009-10
- 쿠프 드 라 리그: 2010, 2011
- 트로페 데 샹피옹: 2010, 2011

### 개인
- 리그 1 올해의 골키퍼: 2007–08, 2010–11
- 리그 1 올해의 팀: 2007–08